# Aerodynamiskt centrum

Fördelningen av krafter på en vinge under flygning är både komplex och varierande. Den här bilden visar krafterna för två typiska bärytor, en symmetrisk design till vänster och en asymmetrisk design mer typisk för låghastighetskonstruktioner till höger. Diagrammet visar endast lyftkomponenterna. Det aerodynamiska centret är märkt "ca"

Aerodynamiskt centrum är punkten där momentet är oberoende av anfallsvinkeln. För en vingprofil ligger den vid 25 procent av kordan för hastigheter under ljudhastigheten, respektive 50 procent för hastigheter över ljudhastigheten.
{\displaystyle x_{a.c}=-{\frac {dC_{m,x=0}}{dC_{L}}}c_{ref}}
{\displaystyle {dC_{m} \over dC_{L}}=0} där {\displaystyle C_{L}} är flygplanets lyftkoefficient.
Lyft- och dragkrafterna kan appliceras på en enda punkt, tryckcentrum, där deras vridmoment är noll. Placeringen av tryckcentret rör sig dock avsevärt med en förändring i anfallsvinkeln och lämpar sig därför inte för aerodynamisk analys. Av den anledningen används i stället aerodynamiska centret i beräkningar av longitudinell stabilitet. 

## Teori
Inom de antaganden som teorin om tunn bäryta bygger på, är det aerodynamiska centret beläget vid kvartkordan (25-procentig kordaposition) på en symmetrisk bäryta medan den är nära men inte exakt lika med kvartsackordspunkten på en välvd bäryta.
Enligt teorin om tunn bäryta gäller:
{\displaystyle \ c_{l}=2\pi \alpha }
där {\displaystyle c_{l}\!} är sektionslyftskoefficienten och {\displaystyle \alpha \!} är anfallsvinkeln i radian, mätt i förhållande till kordalinjen.
{\displaystyle \ {dc_{m,c/4} \over d\alpha }=m_{0}}
där {\displaystyle \ c_{m,c/4}} är momentet vid kvartskordapunkten och {\displaystyle \ m_{0}} är en konstant.
{\displaystyle \ M_{ac}=L(cx_{ac}-c/4)+M_{c/4}}
{\displaystyle \ c_{m,ac}=c_{l}(x_{ac}-0.25)+c_{m,c/4}}
Differentiering med avseende på anfallsvinkel ger
{\displaystyle \ x_{ac}={-m_{0} \over {2\pi }}+0.25}
För symmetriska bärytor {\displaystyle \ m_{0}=0}, är det aerodynamiska centret på 25 procent av kordan, men för välvda bärytor kan det aerodynamiska centrumet vara något mindre än 25 procent av kordan sett från framkanten, vilket beror på momentkoefficientens lutning, {\displaystyle \ m_{0}}. Dessa resultat beräknas med hjälp av teorin om tunn bäryta, vilket kräver att antagandena för denna är relevanta. Vid precisionsexperimentering med riktiga bärytor och avancerad analys ses det aerodynamiska centret ändra plats något då anfallsvinkeln varierar. I en majoritet av litteraturen antas dock det aerodynamiska centret vara fixerat vid 25 procent kordaposition.

## Rollen för aerodynamiskt centrum i flygplanets stabilitet
För longitudinell statisk stabilitet gäller:
{\displaystyle {\frac {dC_{m}}{d\alpha }}<0\quad {\text{och}}\quad {\frac {dC_{z}}{d\alpha }}>0}
För riktningsstatisk stabilitet gäller:
{\displaystyle {\frac {dC_{n}}{d\beta }}>0\quad {\text{och}}\quad {\frac {dC_{y}}{d\beta }}<0}
där
- {\displaystyle C_{z}=C_{L}\cos(\alpha )+C_{d}\sin(\alpha )}
- {\displaystyle C_{x}=C_{L}\sin(\alpha )-C_{d}\cos(\alpha )}

För en kraft som verkar bort från det aerodynamiska centrumet, som är skilt från referenspunkten gäller:
{\displaystyle X_{AC}=X_{\mathrm {ref} }+c{dC_{m} \over dC_{z}}}
vilket för små vinklar cos(α) = 1 och sin(α) = α, β = 0, {\displaystyle C_{z}=C_{L}-C_{d}*\alpha ,} {\displaystyle C_{z}=C_{L}} förenklas till:
{\displaystyle {\begin{aligned}&X_{AC}=X_{\mathrm {ref} }+c{dC_{m} \over dC_{L}}\\&Y_{AC}=Y_{\mathrm {ref} }\\&Z_{AC}=Z_{\mathrm {ref} }\end{aligned}}}
I det allmänna fallet följer av definitionen av AC att
{\displaystyle {\begin{aligned}&X_{AC}=X_{\mathrm {ref} }+c{dC_{m} \over dC_{z}}+c{dC_{n} \over dC_{y}}\\&Y_{AC}=Y_{\mathrm {ref} }+c{dC_{l} \over dC_{z}}+c{dC_{n} \over dC_{x}}\\&Z_{AC}=Z_{\mathrm {ref} }+c{dC_{l} \over dC_{y}}+c{dC_{m} \over dC_{x}}\end{aligned}}}
Den statiska marginalen kan sedan användas för att kvantifiera AC:
{\displaystyle SM={X_{AC}-X_{CG} \over c}}
där
- Cn = girmomentkoefficient
- Cm = stigningsmomentkoefficient
- Cl = rullande momentkoefficient
- Cx = X-kraft ≈ dragkraft
- Cy = Y-kraft ≈ sidokraft
- Cz = Z-kraft ≈ lyftkraft
- ref = referenspunkt (för valda moment)
- c = referenslängd
- S = referensområde
- q = dynamiskt tryck
- α = angreppsvinkel
- β = sidoglidningsvinkel
- SM = statisk marginal